# Voerendaal
Voerendaal è un comune olandese di 12 711 abitanti situato nella provincia di Limburgo.